# Alfredo Aleix Mateo-Guerrero
Alfredo Aleix Mateo-Guerrero (Madrid, 29 de diciembre de 1894 - Paracuellos de Jarama, 24 de noviembre de 1936) fue un abogado y político conservador español, teniente de Alcalde del Ayuntamiento de Madrid en 1934-1935.

## Biografía
Alfredo Aleix Mateo- Guerrero sirvió a su vocación de jurista, como Abogado, y como Político. En las mareas que golpearon las rompeolas de todas las Españas en los años del Gobierno de la Dictadura de Primo de Rivera, final del régimen monárquico y comienzos del republicano, y desde ese nivel decisivo donde se esfuerzan los estímulos patrióticos y se impulsa a los dirigentes más brillantes, don Alfredo apoyó a Partidos como el dirigido por Niceto Alcalá-Zamora (más tarde Presidente de la II República Española) y Miguel Maura, y estuvo entre los fundadores del Partido Agrario (independiente), que desde que se realizaron sus estatutos, se declararon fieles a la República, en cuyas filas participó en tareas parlamentarias y otras actividades pertinentes.
Nació y creció en Madrid donde se licenció como Perito Mercantil y posteriormente en Derecho, ejerciendo la profesión de abogado. Participó de la vida política en la Segunda República primero desde el partido Derecha Liberal Republicana y posteriormente en el Partido Agrario Español siendo uno de los fundadores de este último junto con José Martínez de Velasco, José María Cid y Antonio Royo Villanova. 
Los fundadores del Partido Agrario eran agrarios liberales, que se encontraban alejados de otros partidos de la derecha que se habían inclinado al corporativismo o incluso al fascismo.
En agosto de 1936 fue detenido en Madrid, en su casa, cuando ya había renunciado a presentarse a las elecciones de 1936, delante de su mujer e hija e interrogado en la cheka de Bellas Artes y encarcelado en la cárcel - cheka- de Porlier y fusilado en Paracuellos de Jarama durante la Matanzas de Paracuellos, sin cargos, sin delitos y sin juicio. El día 24 de noviembre del mismo año 1936, las autoridades republicanas declararon su libertad, ya que no tenía ni cargos ni antecedentes. Ese mismo día hay orden de Segundo Serrano Poncela, Delegado de Orden Público de Madrid de la Junta de Defensa y firmante de muchas órdenes de salida en el mismo sentido, para que fuera expedido y asesinado en Paracuellos del Jarama.
Aleix no era partidario del sublevación militar del 18 de julio de 1936 ni tenía ningún conocimiento ni conexión con el mismo, dado que fue detenido en julio o agosto de 1936, permaneciendo tranquilamente en su casa, pero  fue ejecutado como supuesto simpatizante de la misma. Su adscripción política encajaba con los "republicanos conservadores", una familia de pequeños partidos de la pequeña burguesía liberal dispuestos a acatar la legalidad republicana.*